# Kameničná
Kameničná és un poble i municipi d'Eslovàquia que es troba a la regió de Nitra, al sud-oest del país, a la frontera amb Hongria.
La primera menció escrita de la vila es remunta al 1482. És famosa la seva església de Sant Vedelí del 1863.

## Demografia
| Godina             | 1994 | 2004   | 2014   | 2024   |
| ------------------ | ---- | ------ | ------ | ------ |
| Nombre de persones | 1736 | 1839   | 1929   | 1921   |
| Diferència         |      | +5,93% | +4,89% | −0,41% |

| Godina             | 2023 | 2024   |
| ------------------ | ---- | ------ |
| Nombre de persones | 1883 | 1921   |
| Diferència         |      | +2,01% |